# Луиза Нидерландская
Принцесса Луиза Нидерландская (нидерл. Wilhelmina Frederika Alexandrine Anna Louise, швед. Vilhelmina Fredrika Alexandra Anne Lovisa; 5 августа 1828[…], Гаага — 30 марта 1871[…], Королевский дворец в Стокгольме, Стокгольм, Швеция) — жена Карла XV Шведского, королева Швеции. Внучка короля Нидерландов Вильгельма I.

## Происхождение
Принцесса Луиза родилась 5 августа 1828 года в Гааге. Её отцом был принц Фредерик Нидерландский, второй ребёнок короля Нидерландов Вильгельма I и Вильгельмины Прусской (1774—1837). Её мать — принцесса Луиза Прусская (1808—1870) — была восьмым ребёнком короля Пруссии Фридриха Вильгельма III и Луизы Мекленбургской.

## Брак
Принцесса Луиза вышла замуж в Стокгольме 19 июня 1850 за кронпринца Швеции и Норвегии Карла XV, сына короля Швеции и Норвегии Оскара I и Жозефины Лейхтенбергской.
Брак был организован с расчетом на новых наследников и большое приданое. Хотя, на самом деле, приданое оказалось не таким уж большим. Вдобавок, наследный принц счел Луизу непривлекательной и стал заводить романы на стороне. В первое десятилетие брака особенно прочной была его связь с Юсефиной Спарре. Потом были известны его увлечения актрисами Ханной Стюрелл и Элисой Хвассер. Луиза же, наоборот, без памяти влюбилась в мужа.
В 1859 году Луиза стала королевой. Она была коронована как в Швеции, так и в Норвегии. Следует заметить, что две предыдущие королевы в Норвегии коронованы не были по причине другого вероисповедания. Так Луиза стала первой королевой, коронованной в Норвегии со времён Средневековья. Во время своего визита в Норвегию она была очень популярна.
Луиза была не слишком успешной кронпринцессой. Говорили, что она недостаточно умеет общаться. Но вместо вмешательства в политику она основала целый ряд благотворительных учреждений. Доходы она получала за перевод религиозных текстов. Похоронена в Риддархольмской церкви, Стокгольм

### Дети
От брака с Карлом XV имела 2 детей :
- Ловиса (1851—1926) — супруга короля Дании Фредерика VIII
- Карл Оскар (1852—1854)